# 埃娃·特韦贝里
埃娃·特韦贝里（瑞典語：Eva Twedberg，1943年2月16日—），出生名伊娃·佩特森（Eva Pettersson），後來又改名伊娃·史都華（Eva Stuart），瑞典前女子羽球運動員，曾在眾多國際錦標賽中獲得女子單打冠軍。她以耐力和迅速的防守步法而著稱，活躍於1960年代末期至1970年代初期。 

## 生平
伊娃·推德伯格曾經在1968年和1971年贏得著名的全英羽球錦標賽女子單打冠軍。她也贏得1968年、1970年和1972年的丹麥羽球公開賽； 1972年和1973年的美國羽球公開賽；和1970年的歐洲羽球錦標賽。伊娃·推德伯格是瑞典全國羽球錦標賽歷史上最成功的球員，在1960年至1976年期間共獲得44項國內限制和國際公開比賽的冠軍。
在她的羽球生涯後期，她與諾森伯蘭郡及英格蘭羽球選手艾略特·史都華結婚，並一起代表諾森伯蘭郡參加比賽。